# Ален (Орн)
Ален (фр. Haleine) насеље је и општина у северној Француској у региону Доња Нормандија, у департману Орн која припада префектури Алансон.
По подацима из 2011. године у општини је живело 257 становника, а густина насељености је износила 98,09 становника/km². Општина се простире на површини од 2,62 km². Налази се на средњој надморској висини од 124 метара (максималној 170 m, а минималној 117 m).

## Демографија
| 1962. | 1968. | 1975. | 1982. | 1990. | 1999. | 2011. |
| ----- | ----- | ----- | ----- | ----- | ----- | ----- |
| 222   | 245   | 239   | 239   | 245   | 227   | 257   |

График промене броја становника у току последњих година